# Uwod
Die Uwod (russisch Уводь) ist ein 185 km langer linker Nebenfluss der Kljasma im europäischen Teil Russlands.

## Verlauf
Die Uwod entspringt in einem Sumpfgebiet unweit des Dorfes Piszowo in der westlichen Oblast Iwanowo. Von dort fließt sie in Richtung Osten durch hügeliges, sumpfiges Gelände, ehe sie bereits nach wenigen Kilometern in den Uwod-Stausee (Uwodskoje Wodochranilischtsche, russisch Уводьское водохранилище) einmündet. Der 1937 erbaute, 37 km lange Stausee ist durchschnittlich 1,5 km breit und 15 m tief. Er dient hauptsächlich der Wasserversorgung der Stadt Iwanowo. Da das Wasser der Uwod den Verbrauch der Stadt nicht decken konnte, wurde 1967 ein Kanal von der Wolga zur Uwod eröffnet.
Der Fluss verlässt den Stausee an seinem Südende, direkt an der Grenze des Stadtgebiets von Iwanowo. Er durchfließt die Stadt und nimmt die Talka und die Charinka auf. Unmittelbar südöstlich von Iwanowo durchfließt die Uwod Kochma, eine Satellitenstadt Iwanowos. Unterhalb der Stadt wendet sie sich nach Süden, wo ihre beiden wichtigsten Nebenflüsse, die 89 km lange Uchtochma und die 86 km lange Wjasma im Abstand von nur 12 km einmünden. Der Fluss durchfließt hier ein bewaldetes, schroffes Tal und lagert aufgrund der verringerten Fließgeschwindigkeit Sand an seinen Ufern ab. Er bildet zahlreiche Altarme aus und beginnt immer stärker zu mäandrieren.
Etwa 10 km nordwestlich von Kowrow erreicht die Uwod die Oblast Wladimir. Hier verwildert sie sehr stark. Sie passiert die Stadt wenig nördlich des Stadtgebietes und mündet wenige Kilometer später schließlich in die Kljasma.

## Hydrologie und Nutzung
Die Uwod wird vorwiegend von Schneeschmelzwasser gespeist. Sie ist durchschnittlich von November bis April gefroren. Von ihren Nebenflüssen sind 14 länger als 10 km. Die Uwod besitzt ein durchschnittliches Gefälle von 0,198 m/km.
Die in Iwanowo seit den Zeiten Peters des Großen angesiedelte Textilindustrie nutzte die Uwod sowohl als Quelle für Brauchwasser als auch zur Entsorgung der entstandenen Abwässer. Dies führte zu einer so starken Verschmutzung, dass in dem Fluss, der in früheren Zeiten für seinen Fischreichtum bekannt war und dessen Wasser als Trinkwasser genutzt worden war, bereits Ende des 19. Jahrhunderts kaum noch Fische lebten, und die Menschen an seinem Lauf gezwungen waren, Trinkwasserbrunnen zu bohren.